# مورافنو (بفاندریانا-نورد)
مورافنو (به لاتین: Morafeno) یک منطقهٔ مسکونی در ماداگاسکار است که در بفندریانا-نورد واقع شده‌است. مورافنو ۲۱٬۰۰۰ نفر جمعیت دارد و ۲۰۱ متر بالاتر از سطح دریا واقع شده‌است.